# Llista de peixos d'Islàndia

Localització d'Islàndia a l'Atlàntic Nord

Areng (Clupea harengus)

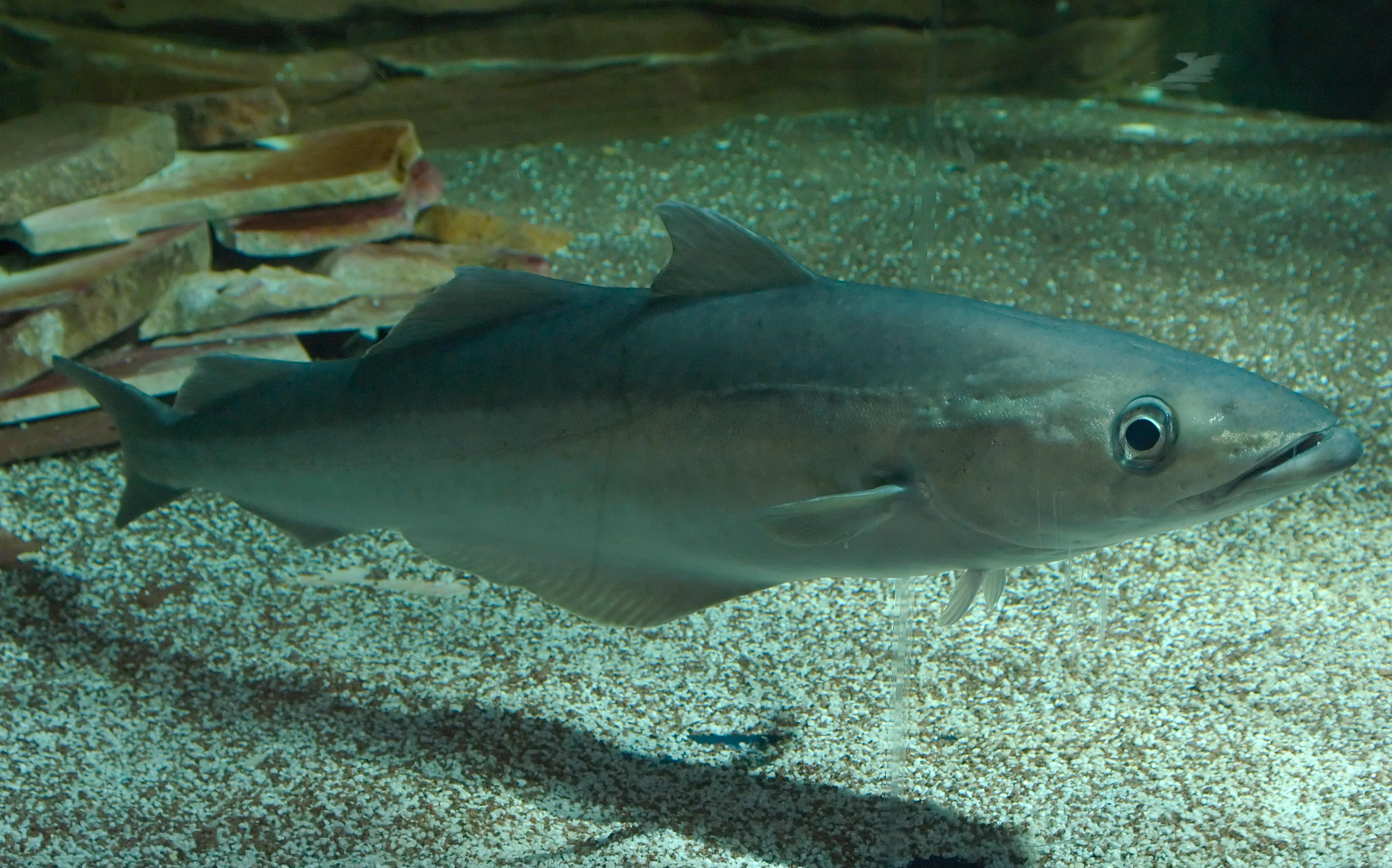
Abadejo (Pollachius pollachius)

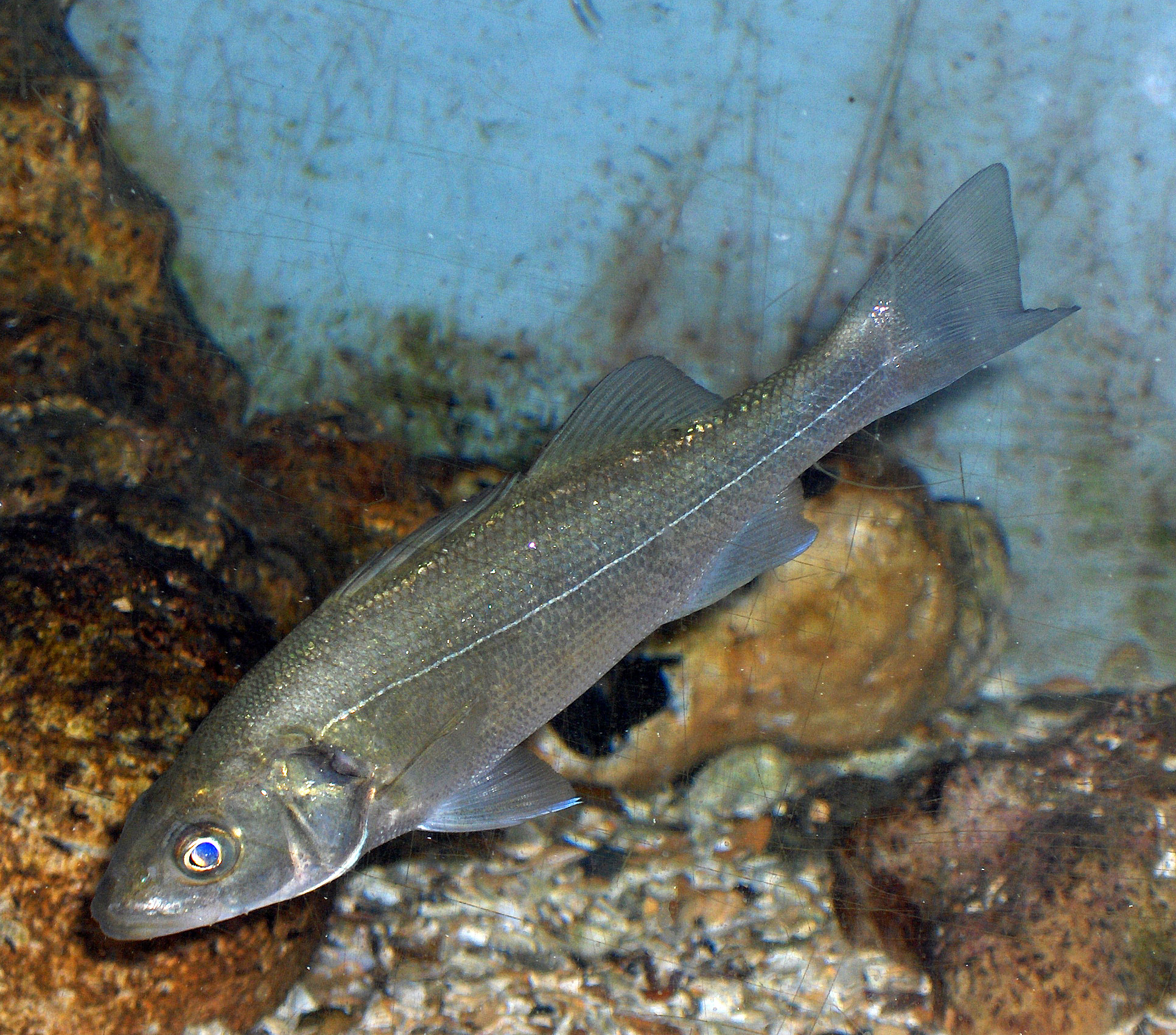
Llobarro (Dicentrarchus labrax)

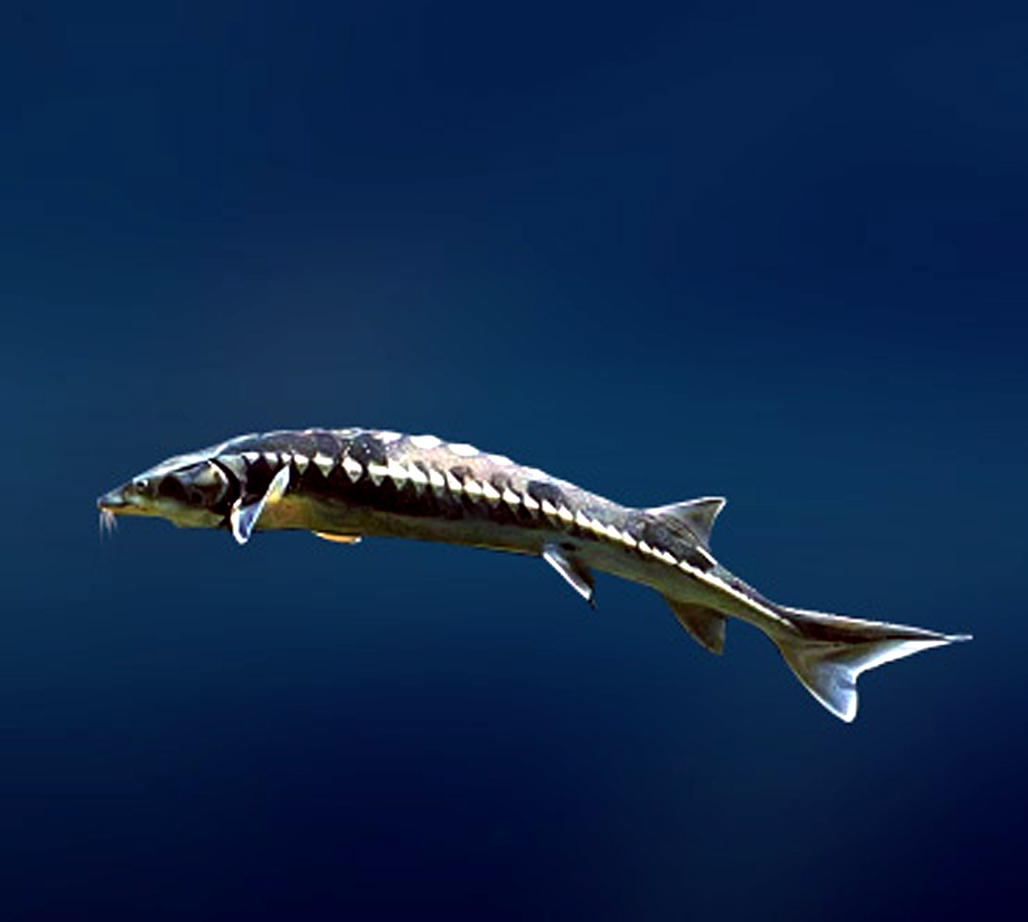
Esturió comú (Acipenser sturio)

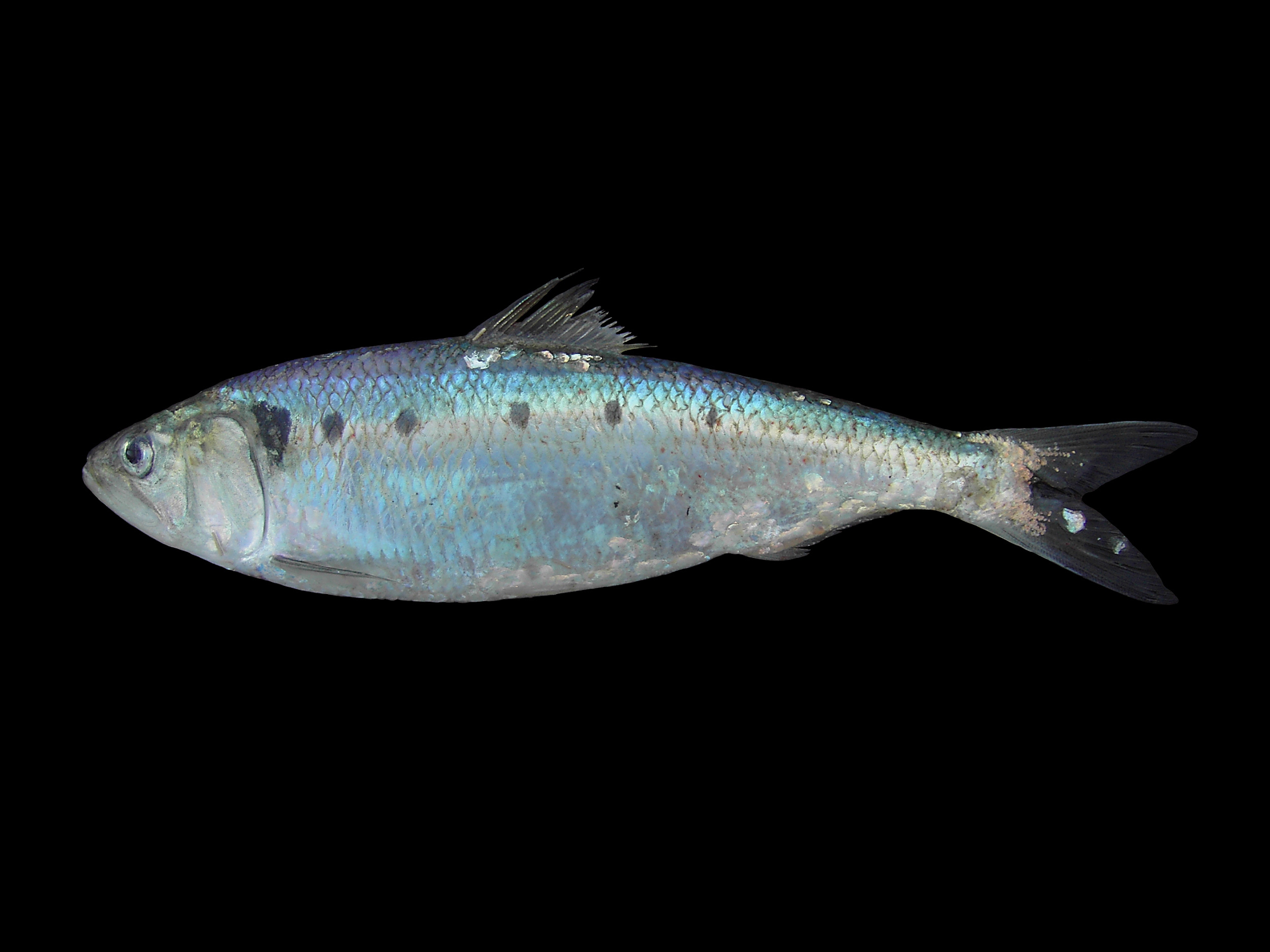
Alosa fallax

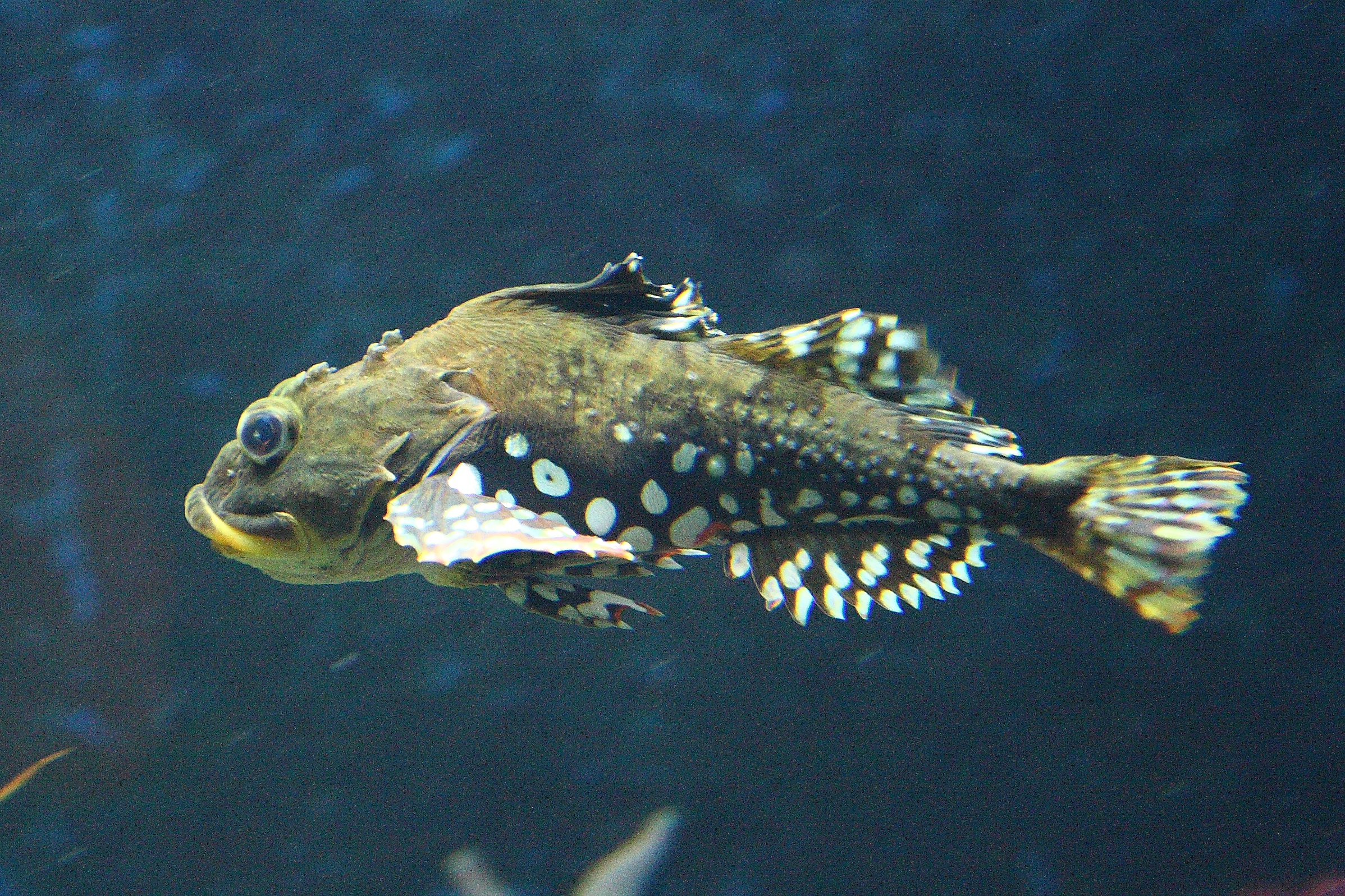
Escorpí de mar d'espines curtes (Myoxocephalus scorpius)

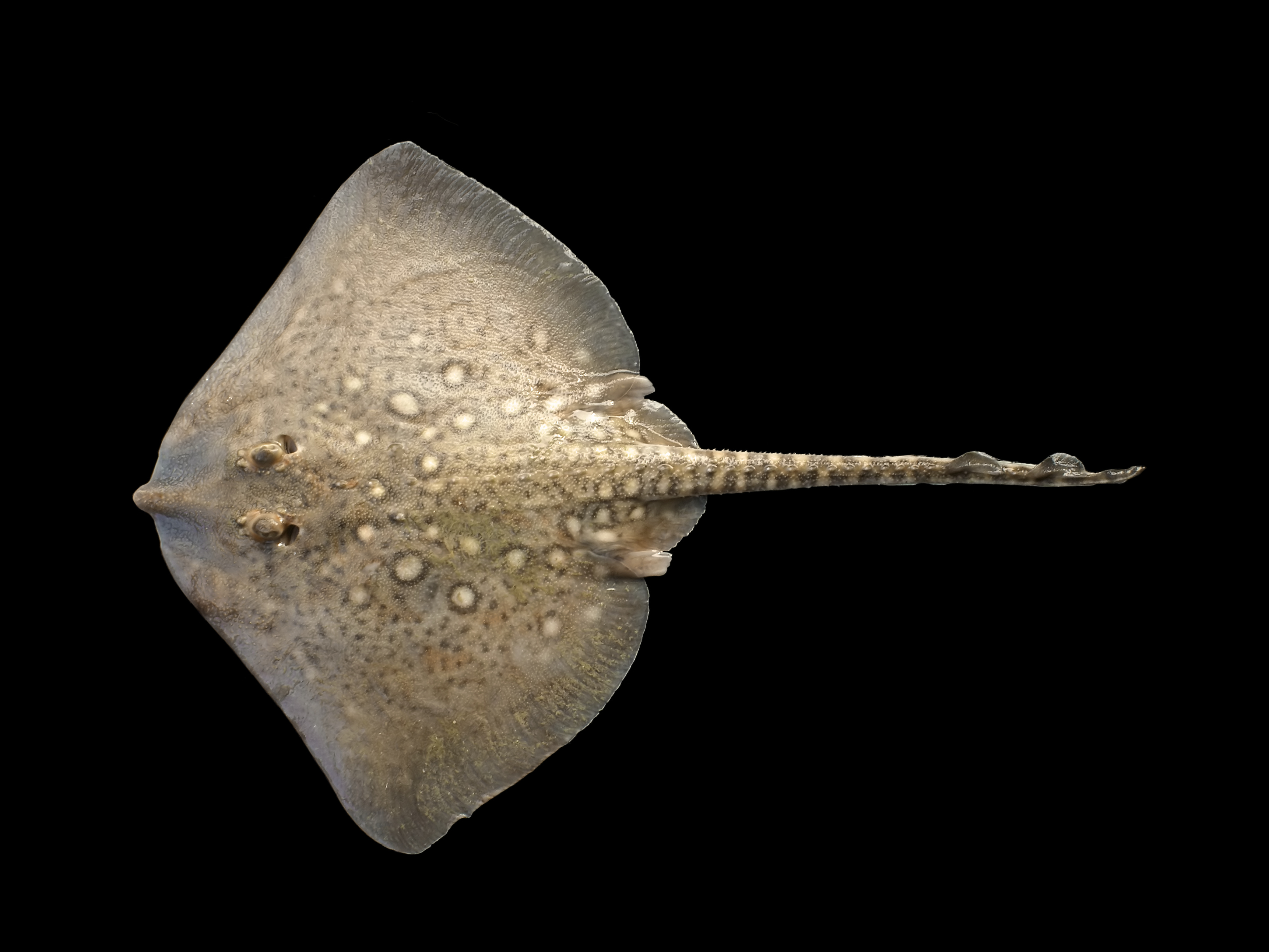
Clavellada (Raja clavata)

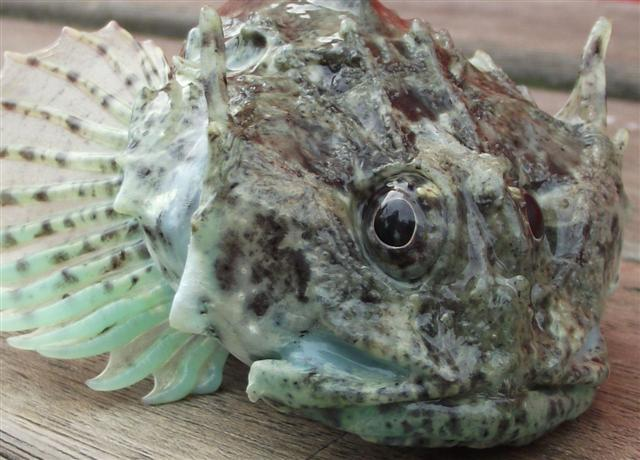
Escorpí de mar d'espines llargues (Taurulus bubalis)

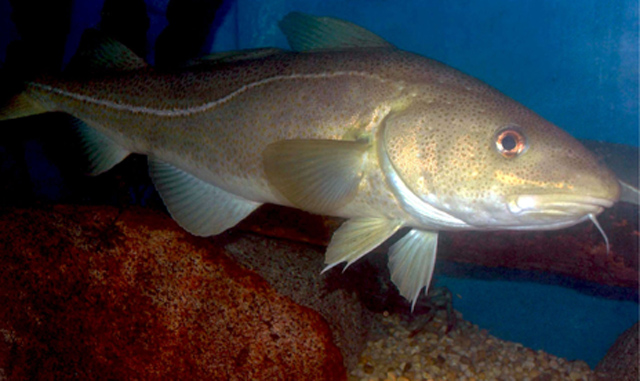
Bacallà de l'Atlàntic (Gadus morhua)

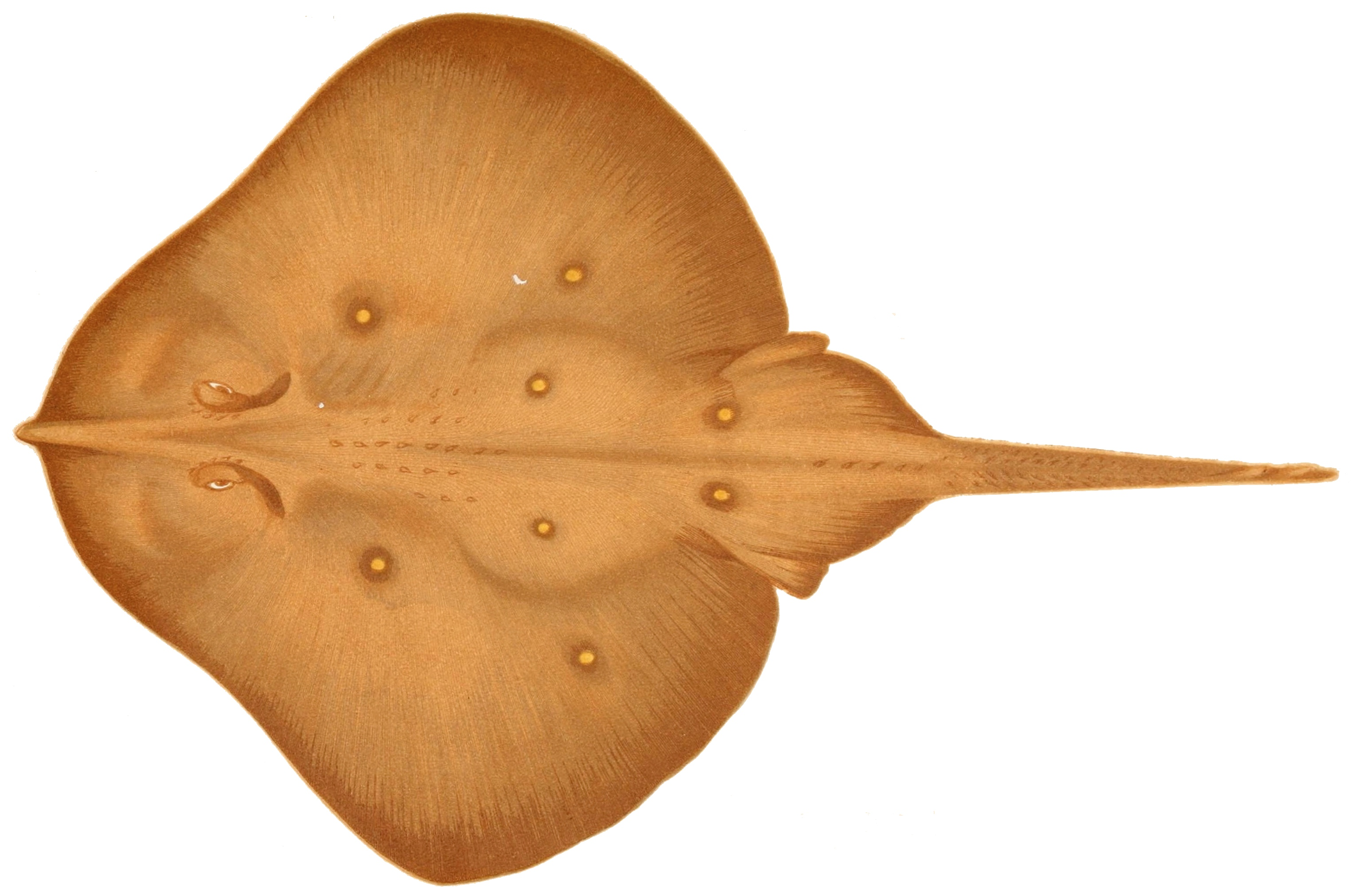
Rajada d'anells (Leucoraja circularis)

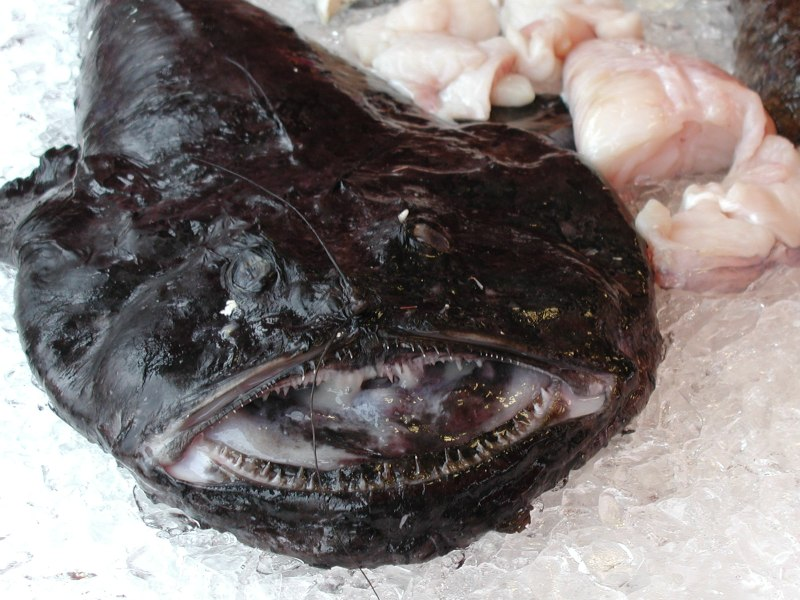
Rap (Lophius piscatorius)

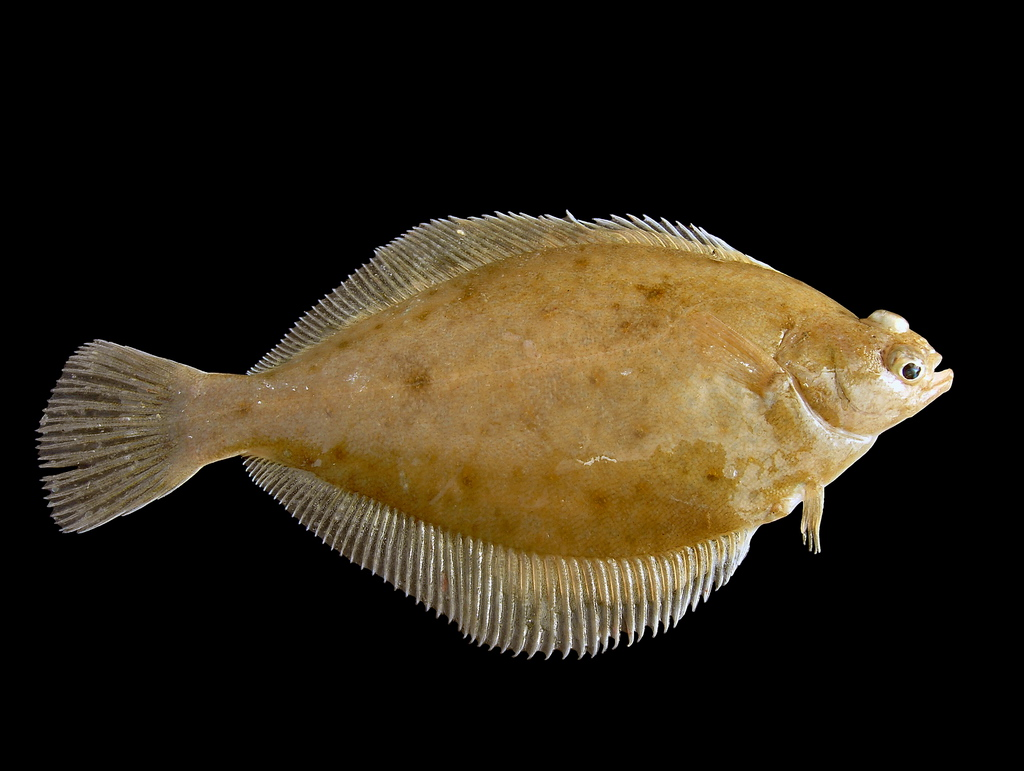
Limanda (Limanda limanda)

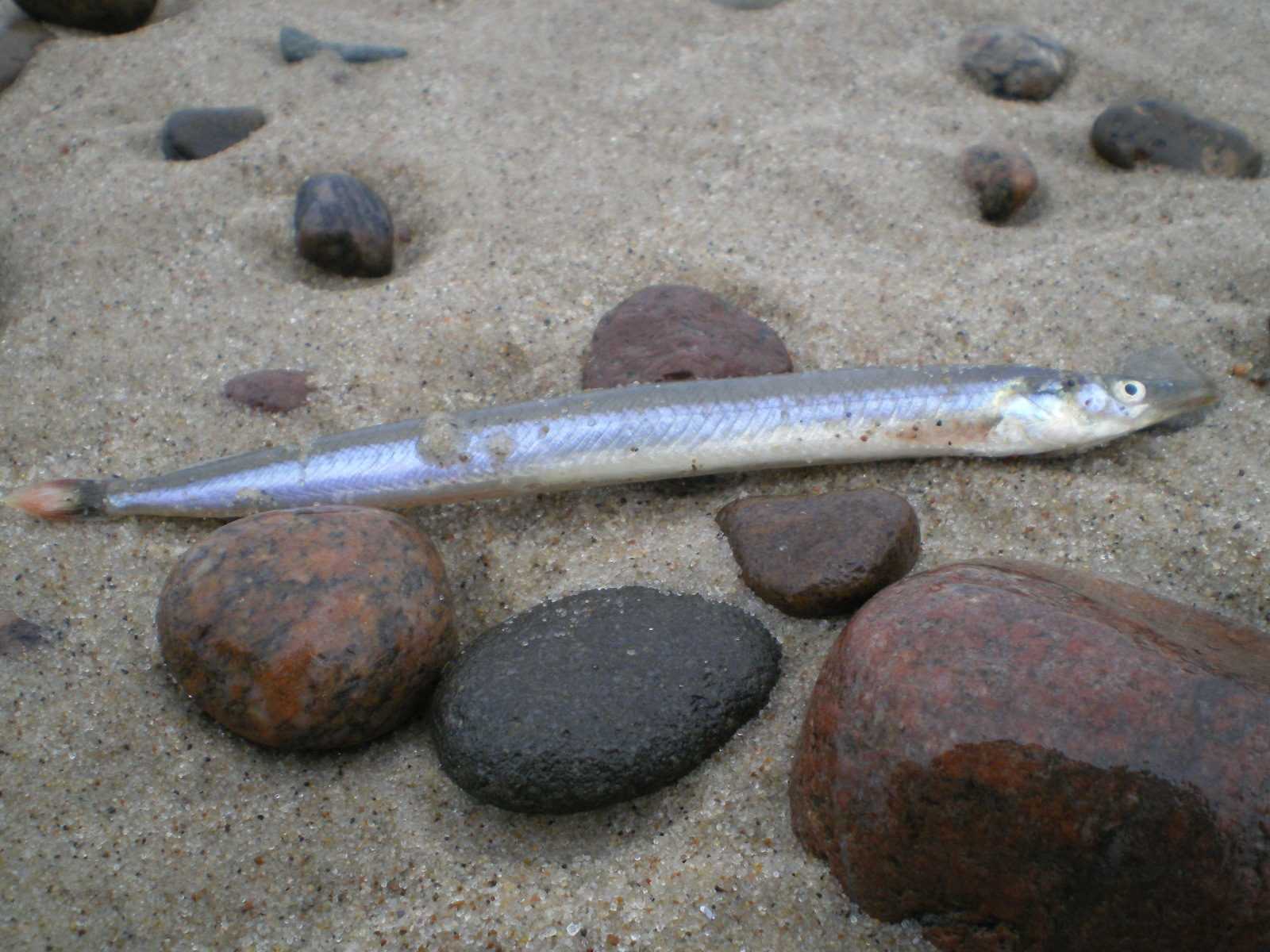
Trencavits (Ammodytes tobianus)

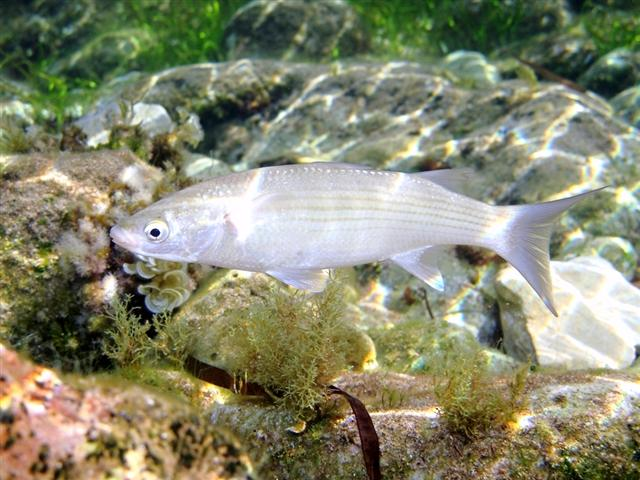
Llissa vera (Chelon labrosus)

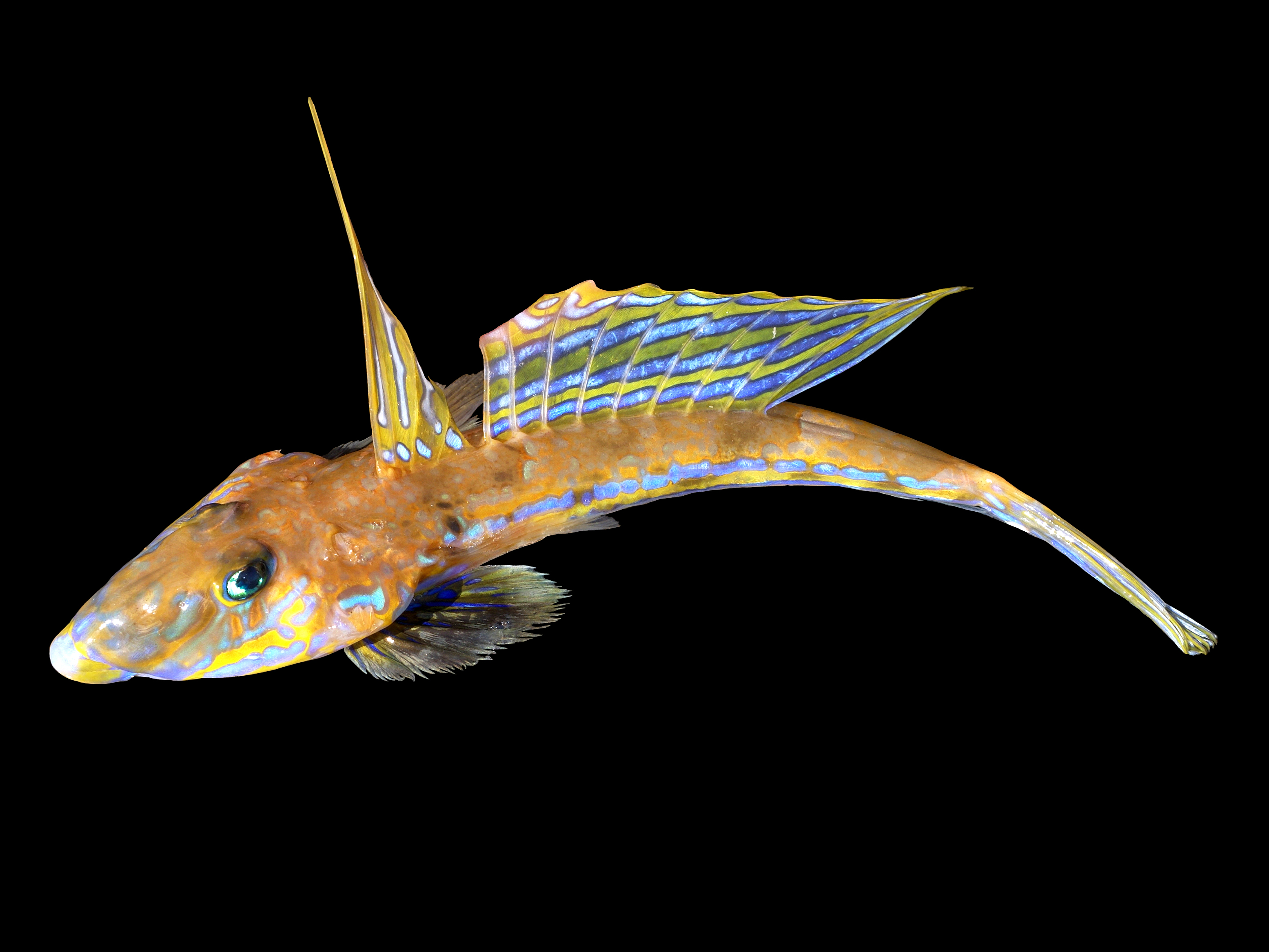
Dragó lira (Callionymus lyra)

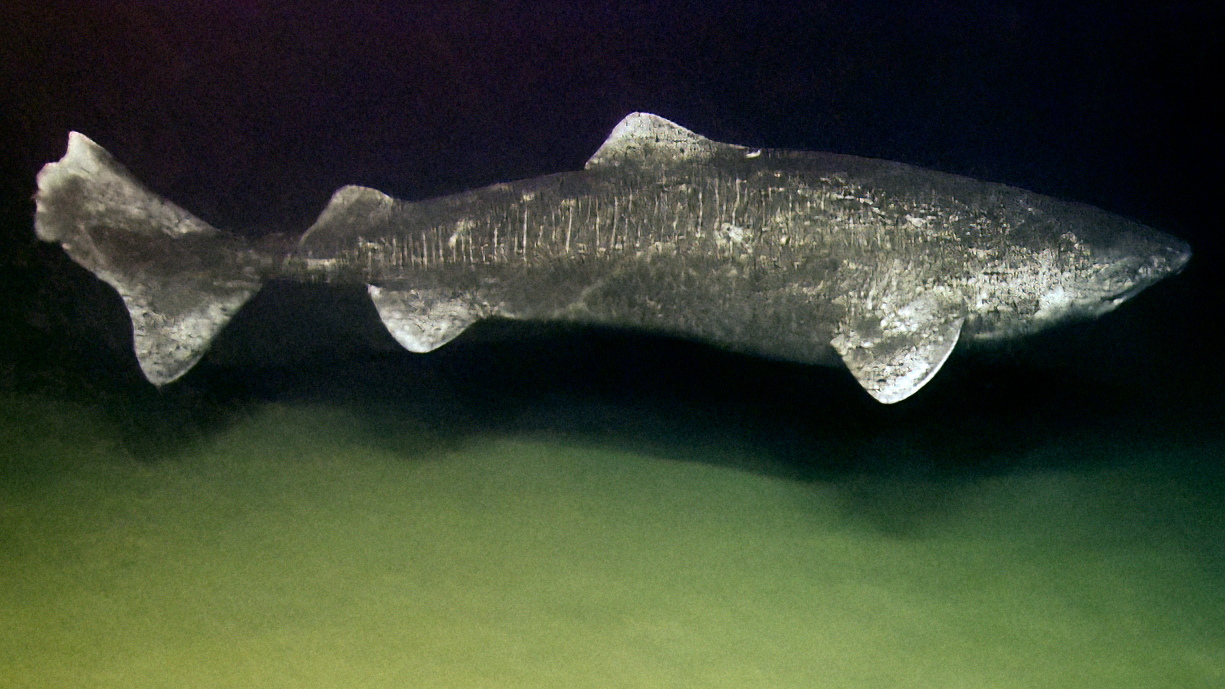
Tauró de Groenlàndia (Somniosus microcephalus)

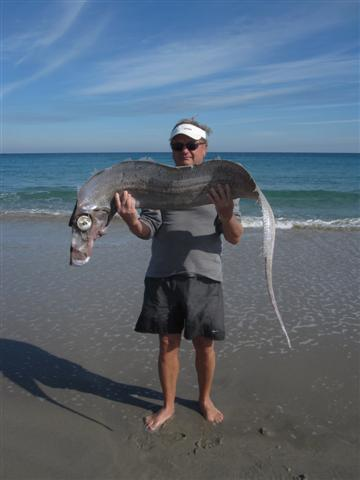
Trachipterus arcticus

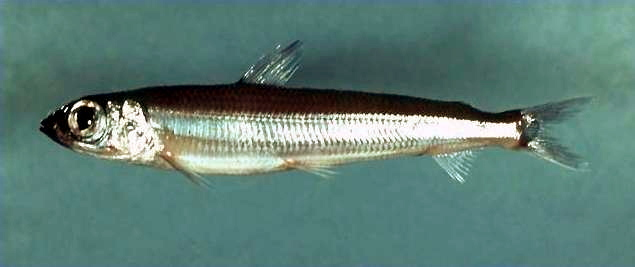
Argentina silus

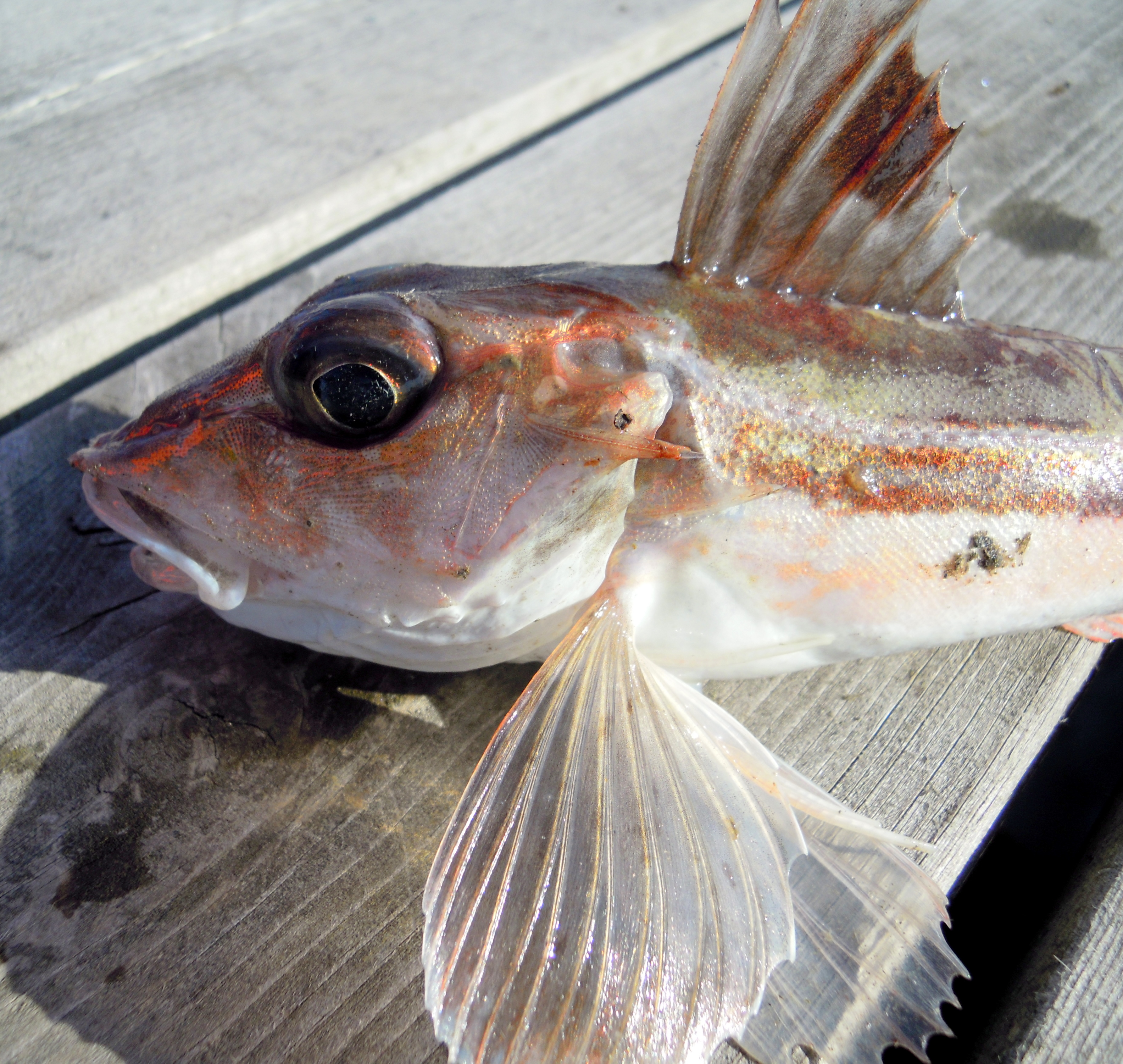
Lluerna verda (Eutrigla gurnardus)

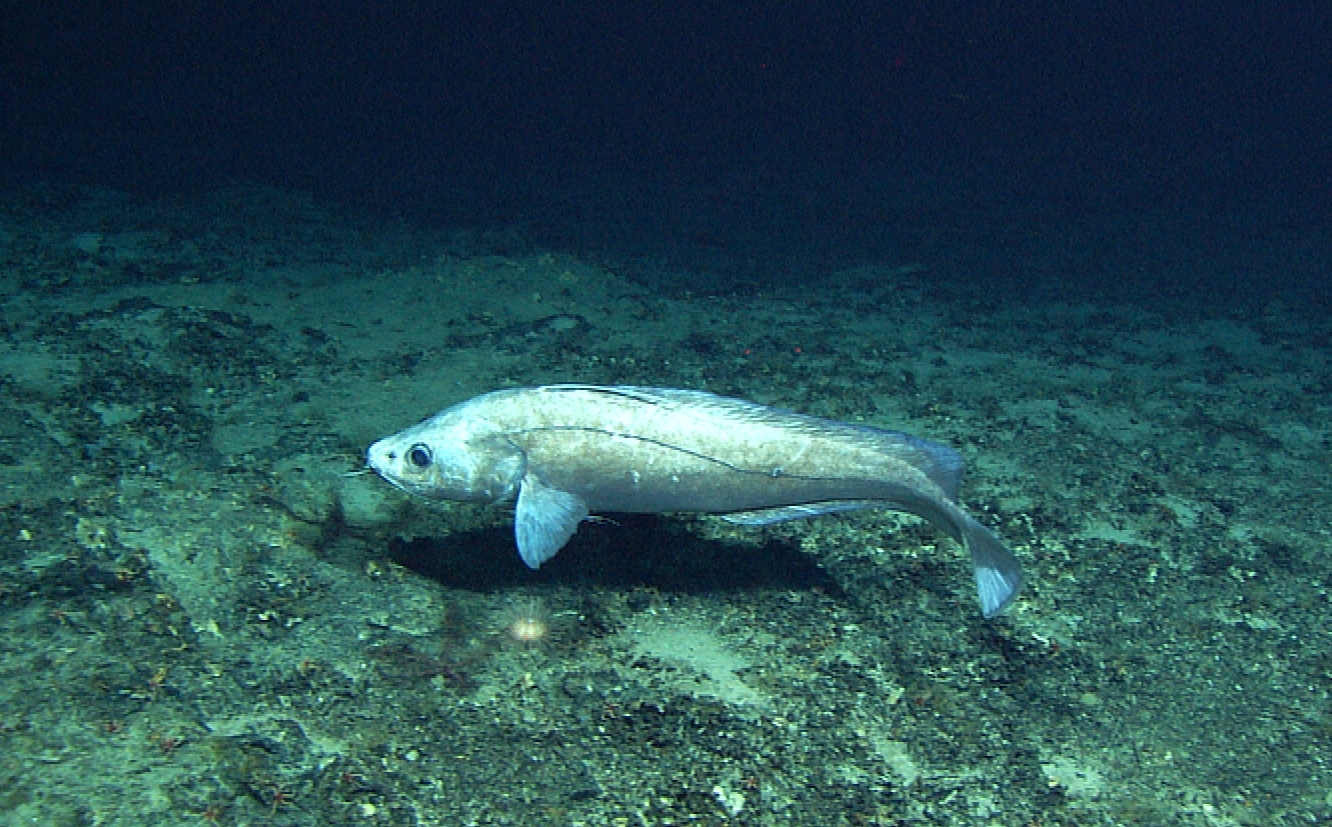
Antimora rostrata

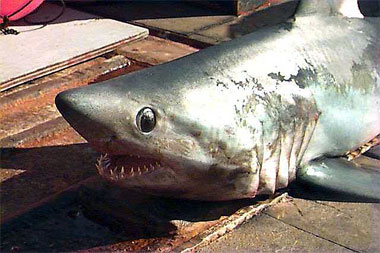
Marraix (Lamna nasus)

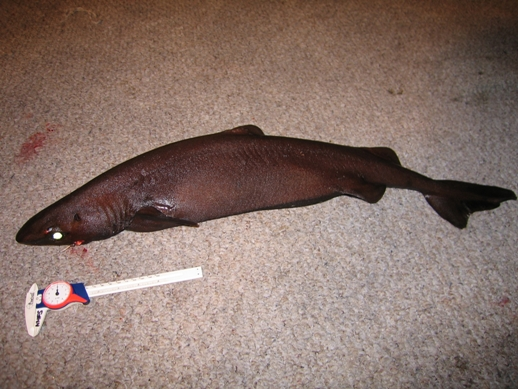
Zameus squamulosus

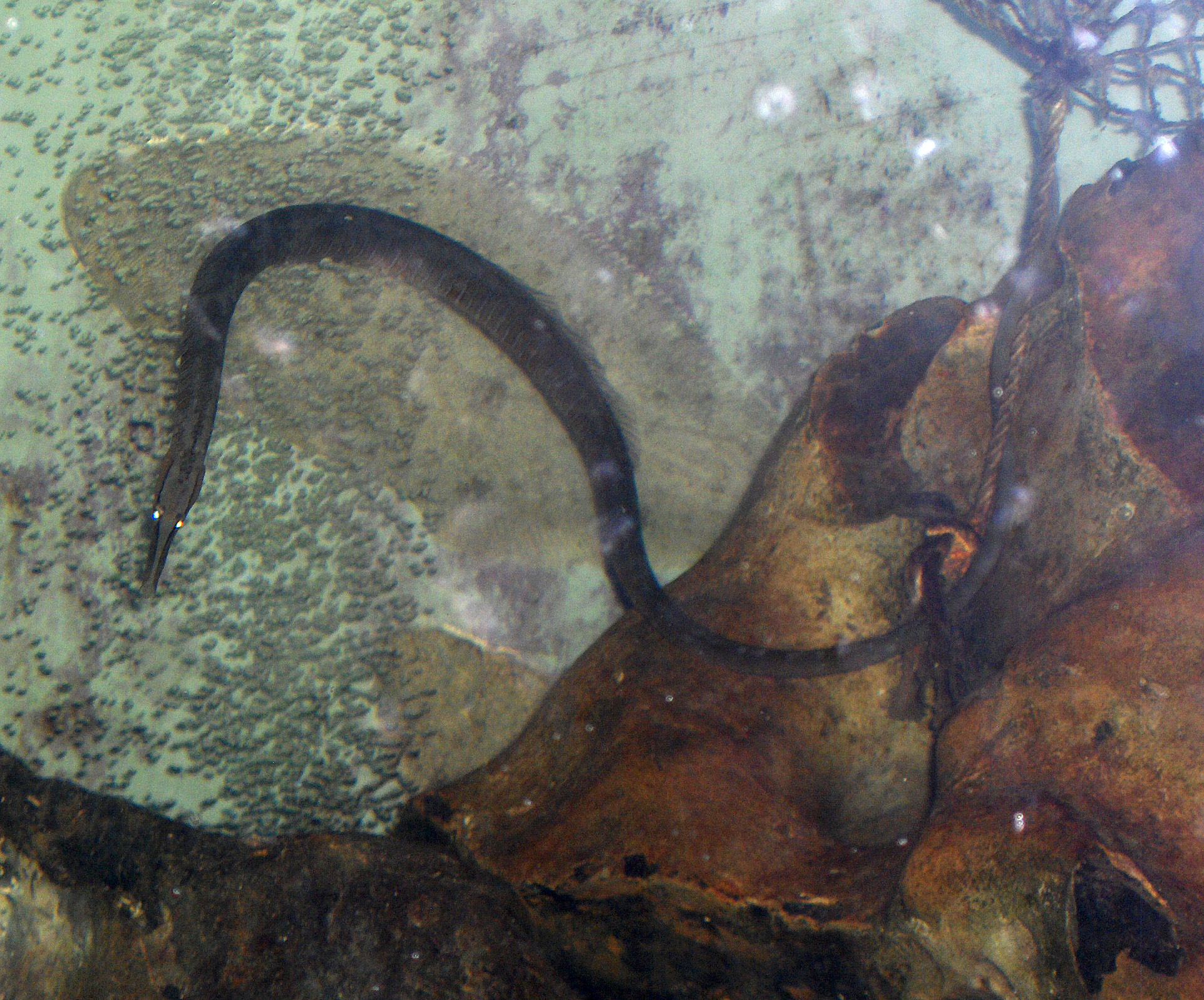
Entelurus aequoreus

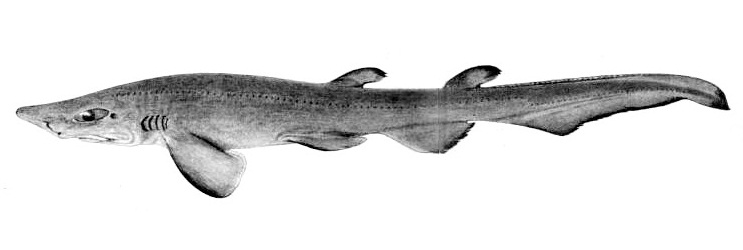
Galeus murinus

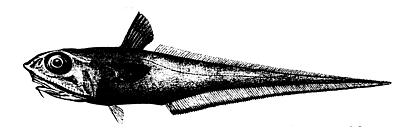
Macrourus berglax

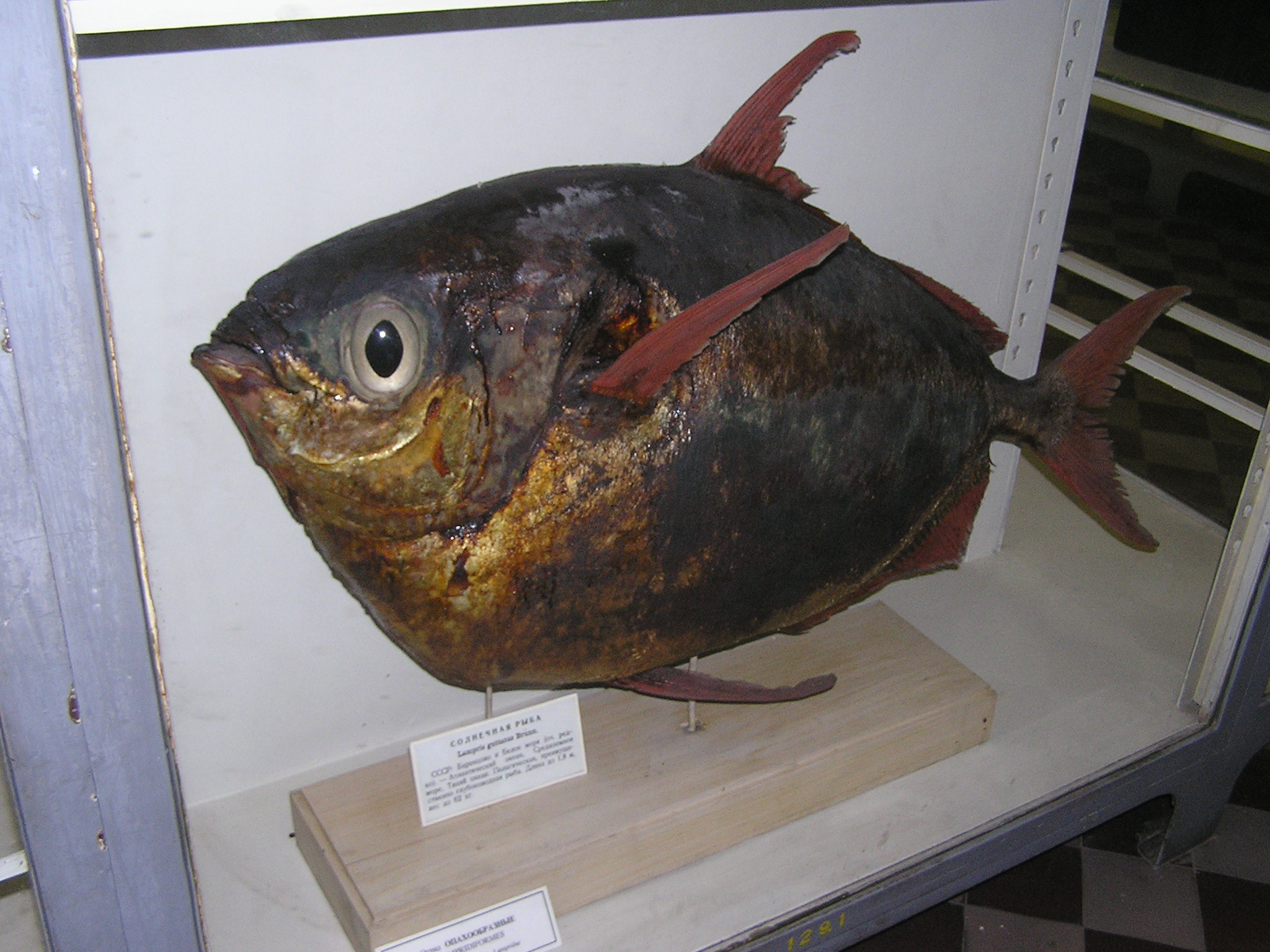
Lampris guttatus

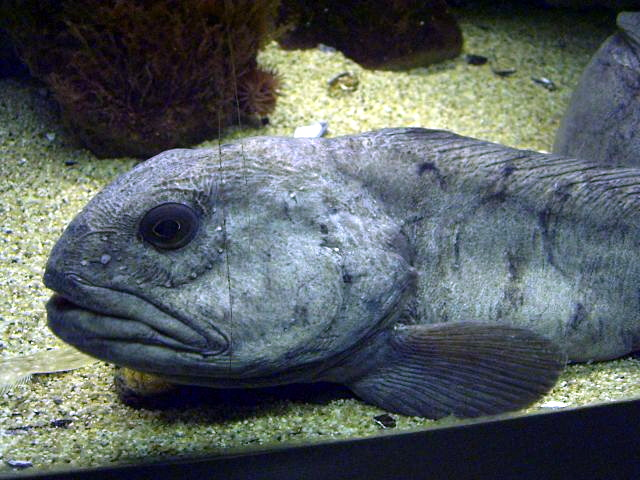
Peix llop (Anarhichas lupus)

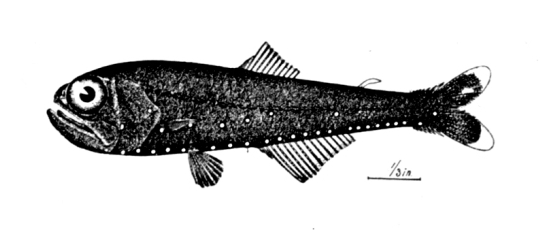
Fanalet glacial (Benthosema glaciale)

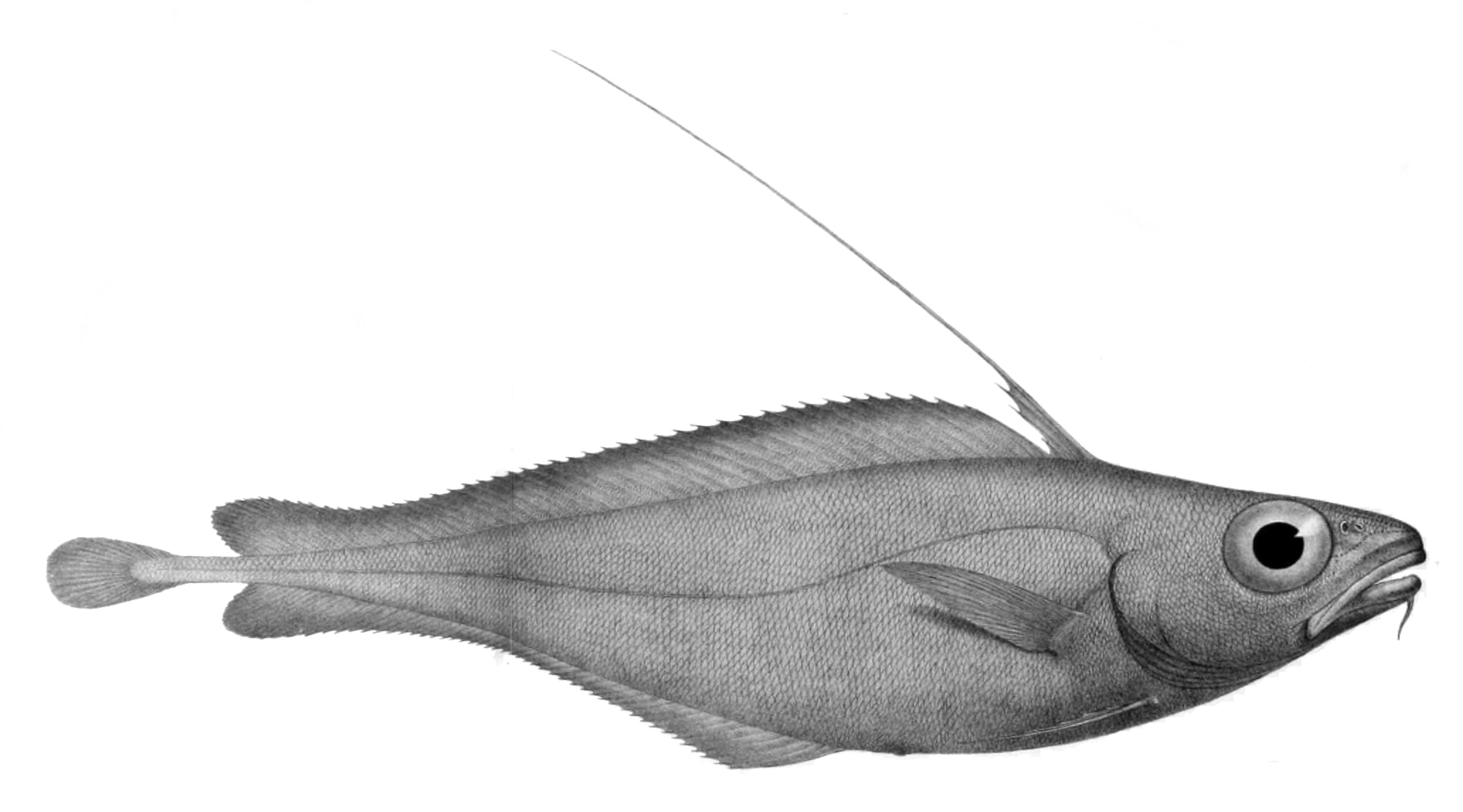
Lepidion eques

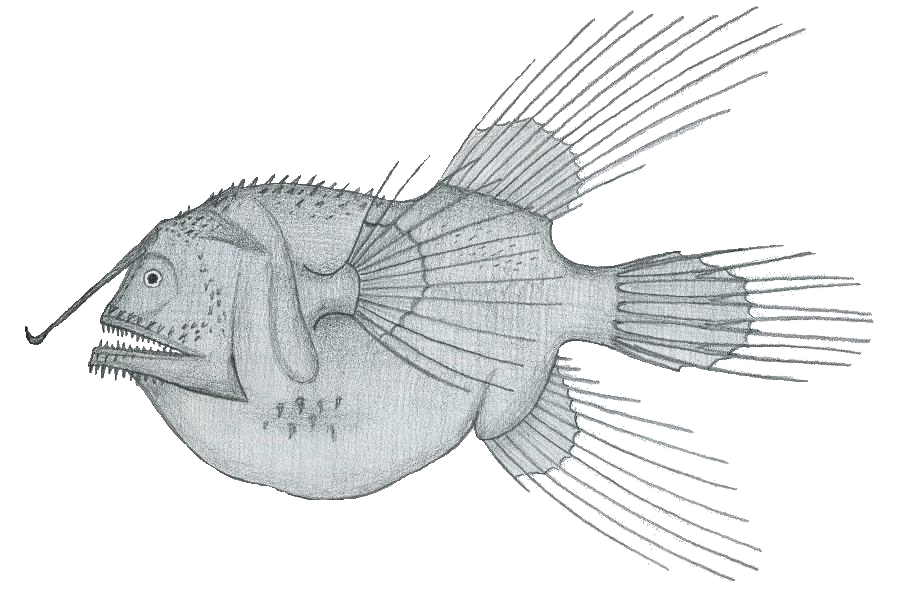
Caulophryne jordani

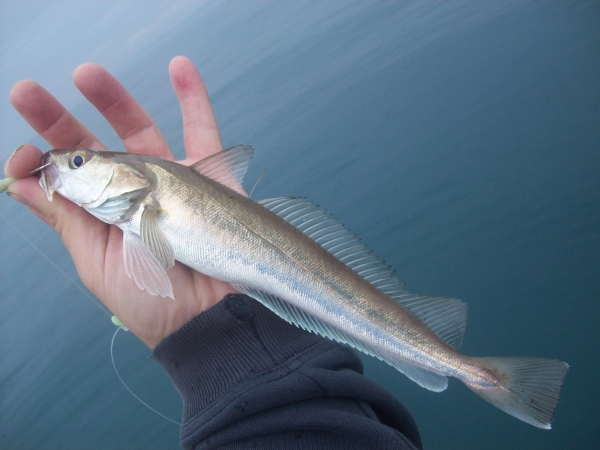
Lluç europeu (Merluccius merluccius)

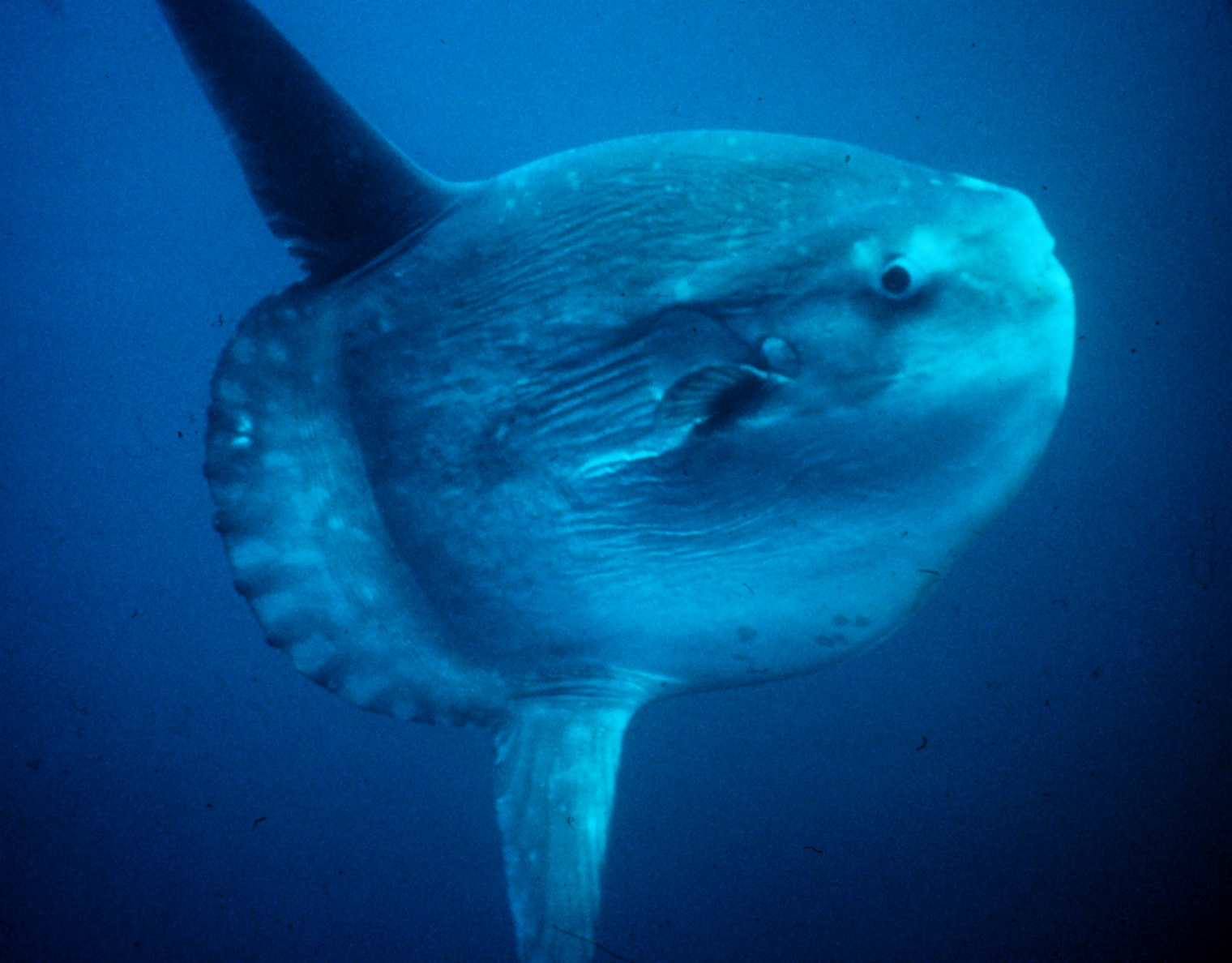
Bot (Mola mola)

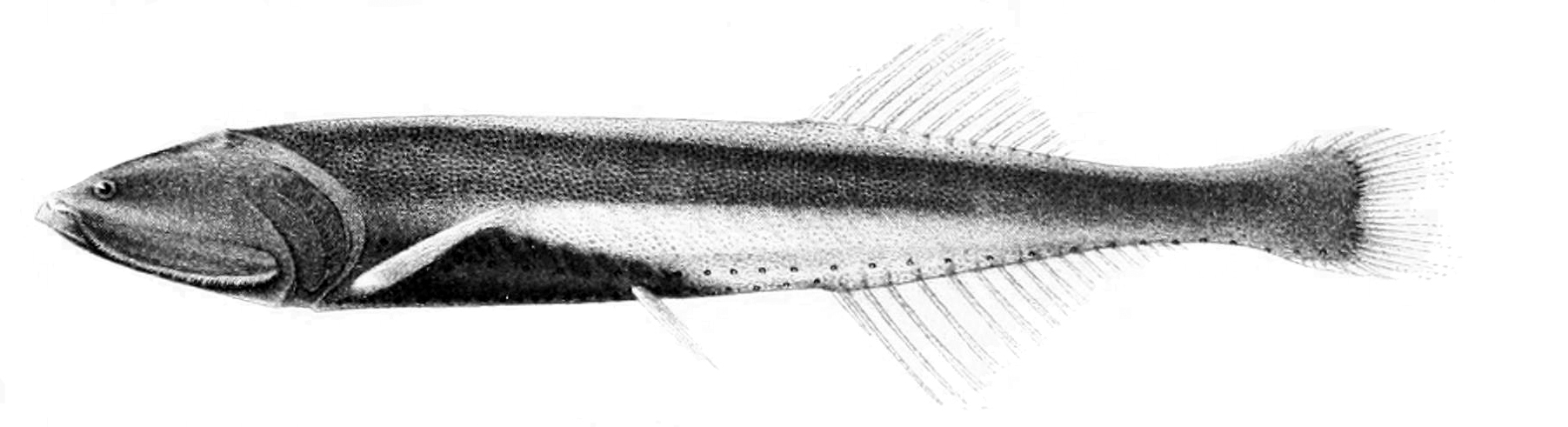
Cyclothone pallida

Aquesta llista de peixos d'Islàndia inclou 298 espècies de peixos que es poden trobar actualment a Islàndia ordenades per l'ordre alfabètic de llur nom científic.

## A
- Acipenser sturio
- Agonus cataphractus
- Alepisaurus brevirostris
- Alepisaurus ferox
- Alepocephalus agassizii
- Alepocephalus bairdii
- Alosa fallax
- Amblyraja hyperborea
- Amblyraja jenseni
- Amblyraja radiata
- Ammodytes marinus
- Ammodytes tobianus
- Anarhichas denticulatus
- Anarhichas lupus
- Anarhichas minor
- Anguilla anguilla
- Anoplogaster cornuta
- Anotopterus pharao
- Antimora rostrata
- Aphanopus carbo
- Apristurus laurussonii
- Apristurus microps
- Arctozenus risso
- Argentina silus
- Argentina sphyraena
- Argyropelecus gigas
- Argyropelecus hemigymnus
- Argyropelecus olfersii
- Argyrosomus regius
- Artediellus atlanticus
- Astronesthes gemmifer

## B
- Bajacalifornia megalops
- Bathylagus euryops
- Bathyraja spinicauda
- Bathysaurus ferox
- Belone belone
- Benthodesmus simonyi
- Benthosema glaciale
- Beryx decadactylus
- Boreogadus saida
- Borostomias antarcticus
- Brama brama
- Brosme brosme
- Buenia jeffreysii
- Bythites islandicus

## C
- Callionymus lyra
- Callionymus maculatus
- Careproctus micropus
- Careproctus reinhardti
- Cataetyx laticeps
- Caulophryne jordani
- Caulophryne polynema
- Centrolophus niger
- Centrophorus squamosus
- Centroscyllium fabricii
- Centroscymnus coelolepis
- Centroscymnus crepidater
- Ceratias holboelli
- Ceratoscopelus maderensis
- Cetorhinus maximus
- Chaenophryne draco
- Chaenophryne longiceps
- Chauliodus sloani
- Chelon labrosus
- Chimaera monstrosa
- Chirolophis ascanii
- Ciliata mustela
- Ciliata septentrionalis
- Clupea harengus
- Coelorinchus caelorhincus
- Conger conger
- Coryphaenoides armatus
- Coryphaenoides brevibarbis
- Coryphaenoides guentheri
- Coryphaenoides mediterraneus
- Coryphaenoides rupestris
- Cottunculus microps
- Cottunculus thomsonii
- Cryptopsaras couesii
- Cyclopterus lumpus
- Cyclothone acclinidens
- Cyclothone alba
- Cyclothone braueri
- Cyclothone livida
- Cyclothone microdon
- Cyclothone pallida
- Cyclothone pseudopallida

## D
- Dalatias licha
- Deania calcea
- Diaphus rafinesquii
- Dicentrarchus labrax
- Dipturus batis
- Dipturus nidarosiensis
- Diretmus argenteus

## E
- Echiichthys vipera
- Echiodon drummondii
- Enchelyopus cimbrius
- Entelurus aequoreus
- Epigonus telescopus
- Etmopterus princeps
- Etmopterus spinax
- Eumicrotremus spinosus
- Eurypharynx pelecanoides
- Eutrigla gurnardus

## G
- Gadiculus thori
- Gadus morhua
- Gaidropsarus argentatus
- Gaidropsarus vulgaris
- Galeocerdo cuvier
- Galeorhinus galeus
- Galeus murinus
- Gasterosteus aculeatus
- Gasterosteus islandicus
- Gigantactis vanhoeffeni
- Glyptocephalus cynoglossus
- Guttigadus latifrons
- Gymnelus retrodorsalis
- Gymnocanthus tricuspis

## H
- Halargyreus johnsonii
- Harriotta raleighana
- Helicolenus dactylopterus
- Hexanchus griseus
- Himantolophus albinares
- Himantolophus groenlandicus
- Himantolophus mauli
- Hippoglossoides platessoides
- Hippoglossus hippoglossus
- Histiobranchus bathybius
- Holtbyrnia anomala
- Holtbyrnia macrops
- Hoplostethus atlanticus
- Hoplostethus mediterraneus
- Hydrolagus affinis
- Hydrolagus mirabilis
- Hydrolagus pallidus
- Hyperoglyphe perciformis
- Hyperoplus lanceolatus

## I
- Icelus bicornis

## L
- Lamna nasus
- Lampadena speculigera
- Lampanyctus crocodilus
- Lampanyctus intricarius
- Lampanyctus macdonaldi
- Lampris guttatus
- Lebetus scorpioides
- Lepidion eques
- Lepidopus caudatus
- Lepidorhombus whiffiagonis
- Leptagonus decagonus
- Leptoclinus maculatus
- Leucoraja circularis
- Leucoraja fullonica
- Limanda limanda
- Linophryne algibarbata
- Linophryne coronata
- Linophryne lucifer
- Liparis fabricii
- Liparis liparis
- Liparis montagui
- Lophius piscatorius
- Lophodolos acanthognathus
- Lumpenus lampretaeformis
- Lycenchelys kolthoffi
- Lycenchelys kolthoffi
- Lycenchelys muraena
- Lycenchelys sarsii
- Lycodes adolfi
- Lycodes esmarkii
- Lycodes eudipleurostictus
- Lycodes frigidus
- Lycodes gracilis
- Lycodes pallidus
- Lycodes rossi
- Lycodes seminudus
- Lycodes squamiventer
- Lycodonus flagellicauda

## M
- Macrourus berglax
- Magnisudis atlantica
- Malacocephalus laevis
- Malacoraja kreffti
- Malacoraja spinacidermis
- Malacosteus niger
- Mallotus villosus
- Maulisia mauli
- Maurolicus muelleri
- Melanogrammus aeglefinus
- Melanolagus bericoides
- Merlangius merlangus
- Merluccius merluccius
- Micrenophrys lilljeborgii
- Micromesistius poutassou
- Microstomus kitt
- Mirognathus normani
- Mola mola
- Molva dypterygia
- Molva molva
- Mora moro
- Myctophum punctatum
- Myoxocephalus scorpius
- Myxine glutinosa
- Myxine ios

## N
- Nannobrachium atrum
- Nansenia groenlandica
- Nemichthys scolopaceus
- Neocyttus helgae
- Neoraja caerulea
- Nesiarchus nasutus
- Nezumia aequalis
- Normichthys operosus
- Notacanthus bonaparte
- Notacanthus chemnitzii
- Notoscopelus kroyeri

## O
- Oncorhynchus gorbuscha
- Oneirodes anisacanthus
- Oneirodes carlsbergi
- Oneirodes eschrichtii
- Oneirodes macrosteus
- Oneirodes myrionemus

## P
- Pachycara microcephalum
- Pagellus bogaraveo
- Paralepis coregonoides
- Paraliparis bathybius
- Petromyzon marinus
- Pholis gunnellus
- Photostylus pycnopterus
- Phrynorhombus norvegicus
- Phycis blennoides
- Platyberyx opalescens
- Platytroctes apus
- Platytroctes mirus
- Pleuronectes platessa
- Pollachius pollachius
- Pollachius virens
- Pollichthys mauli
- Polyacanthonotus rissoanus
- Polyprion americanus
- Poromitra nigriceps
- Protomyctophum arcticum
- Pseudotriakis microdon
- Psychrolutes subspinosus
- Pterycombus brama

## R
- Raja clavata
- Rajella bathyphila
- Rajella fyllae
- Rajella lintea
- Regalecus glesne
- Reinhardtius hippoglossoides
- Remora remora
- Rhadinesthes decimus
- Rhinochimaera atlantica
- Rhodichthys regina
- Rondeletia loricata

## S
- Saccopharynx ampullaceus
- Sagamichthys schnakenbecki
- Salmo salar
- Salmo trutta
- Salvelinus alpinus alpinus
- Salvelinus murta
- Salvelinus thingvallensis
- Sardina pilchardus
- Schedophilus medusophagus
- Scomber scombrus
- Scomberesox saurus
- Scopelogadus beanii
- Scopelosaurus lepidus
- Scophthalmus maximus
- Scophthalmus rhombus
- Scyliorhinus canicula
- Searsia koefoedi
- Sebastes fasciatus
- Sebastes mentella
- Sebastes norvegicus
- Sebastes viviparus
- Serrivomer beanii
- Sigmops bathyphilus
- Sigmops elongatus
- Somniosus microcephalus
- Squalus acanthias
- Stomias boa boa
- Stomias boa ferox
- Svetovidovia lucullus
- Symbolophorus veranyi
- Synaphobranchus kaupii

## T
- Taractes asper
- Taractichthys longipinnis
- Taurulus bubalis
- Thalassobathia pelagica
- Thunnus thynnus
- Trachipterus arcticus
- Trachurus trachurus
- Trachyrincus murrayi
- Triglops murrayi
- Trigonolampa miriceps
- Trisopterus esmarkii

## U
- Urophycis tenuis

## V
- Valenciennellus tripunctulatus

## X
- Xenodermichthys copei
- Xiphias gladius

## Z
- Zameus squamulosus[1]